# I'm Jessi Colter
I'm Jessi Colter es el segundo álbum de estudio de la cantautora estadounidense Jessi Colter. Fue publicado en enero de 1975 por el sello discográfico Capitol Records.

## Antecedentes, grabación y contenido
Después de casarse con el guitarrista Duane Eddy en 1961, y todavía usando su nombre real de Mirriam Johnson, lanzó dos sencillos que se publicaron en el sello Jamie. El primero, «Lonesome Road», recibió difusión dispersa en varios mercados de los Estados Unidos, aunque no lo suficiente como para entrar en las listas nacionales. Después de que un segundo sencillo no logró ni siquiera obtener difusión regional, Johnson no volvió a grabar durante casi una década. Continuó de gira con Eddy hasta divorciarse en 1968. Al año siguiente, conoció al artista country Waylon Jennings, quien la ayudó a conseguir un contrato de grabación con RCA Records y se casó con él. 
Johnson, ahora conocida profesionalmente como “Jessi Colter”, reanudó su carrera discográfica en 1970. Ese año, Jennings y Colter cantaron a dúo en dos éxitos del top 40 de la lista country. El 25 de marzo de 1970, ella tocó el teclado para su marido durante su aparición en The Johnny Cash Show. Lanzó su álbum debut, A Country Star is Born, en RCA, con Jennings y Chet Atkins como coproductores. El álbum no tuvo éxito y no tuvo impacto en el mercado de la música country. Fue el único álbum de Colter para RCA, y dejó el sello poco después. Sin embargo, su rostro apareció en varias portadas de discos de Jennings de este período.
En 1975, Colter firmó con Capitol Records. En el sello, lanzó su sencillo debut, «I'm Not Lisa». Fue el sencillo revolucionario de Colter; alcanzó el número 1 en la lista Billboard Hot Country Singles y el número 4 en la lista de sencillos de todos los géneros. Las sesiones de grabación del álbum tuvieron lugar en dos estudios diferentes de Estados Unidos: Glaser Sound (Tennessee) y Sound Factory Studios (California). I'm Jessi Colter fue coproducido por Jennings junto con Ken Mansfield. I'm Jessi Colter contenía diez canciones; todas las canciones fueron escritas por la misma Colter.

## Recepción de la crítica
Un escritor no especificado de la revista Cash Box consideró que el “brillante” álbum de Colter “irradia su encanto y confianza en cada tema”.

## Lista de canciones
Todas las canciones escritas y compuestas por Jessi Colter. 
Lado uno
1. «Is There Any Way (You'd Stay Forever)» – 2:45
2. «I Hear a Song» – 2:43
3. «Come On In» – 2:30
4. «You Ain't Never Been Loved (Like I'm Gonna Love You)» – 2:57
5. «Love's the Only Chain» – 3:16

Lado dos
1. «I'm Not Lisa» – 3:19
2. «For the First Time» – 2:38
3. «Who Walks Thru Your Memory (Billy Jo)» – 2:20
4. «What's Happened to Blue Eyes» – 2:19
5. «Storms Never Last» – 4:14

## Créditos y personal
Créditos adaptados desde las notas de álbum de I'm Jessi Colter.
Músicos
- Jessi Colter – voces, piano
- Waylon Jennings – guitarra
- John Buck Wilkins – guitarra
- Reggie Young – guitarra
- Larry Muhoberac – piano
- Ritchie Albright – batería
- Duke Goff – bajo eléctrico
- Tommy Cogbill – bajo eléctrico
- Ralph Mooney – steel guitar
- Weldon Myrick – steel guitar
- Johnny Gimble – violín tradicional

Personal técnico
- Ken Mansfield – productor
- Waylon Jennings – productor
- Kyle Lehning – ingeniero de audio
- John Mills – ingeniero de audio
- Tom Knox – ingeniero de audio
- Ben Tallent – ingeniero de audio
- Arnie Agosta – ingeniero de audio
- Roy Kohara – director artístico
- Bruce McBroom – fotografía

## Posicionamiento

### Gráfica semanal
| Gráfica (1975)                             | Pico de posición |
| ------------------------------------------ | ---------------- |
| Estados Unidos (Billboard Top LPs & Tape)  | 50               |
| Estados Unidos (Billboard Hot Country LPs) | 4                |

### Gráfica de fin de año
| Gráfica (1975)                             | Pico de posición |
| ------------------------------------------ | ---------------- |
| Estados Unidos (Billboard Hot Country LPs) | 5                |